# You Are We
You Are We es el tercer álbum de larga duración de la banda británica de metalcore While She Sleeps. Decidieron lanzarlo de forma independiente, habiendo dejado su sello, y financiaron el álbum a través de PledgeMusic. Fue lanzado el 21 de abril de 2017.

## Lista de canciones
| N.º | Título                              | Duración |  |
| 1.  | «You Are We»                        | 4:47     |  |
| 2.  | «Steal the Sun»                     | 4:37     |  |
| 3.  | «Feel»                              | 4:39     |  |
| 4.  | «Empire of Silence»                 | 4:23     |  |
| 5.  | «Wide Awake»                        | 5:04     |  |
| 6.  | «Silence Speaks» (con Oliver Sykes) | 4:55     |  |
| 7.  | «Settle Down Society»               | 4:56     |  |
| 8.  | «Hurricane»                         | 4:43     |  |
| 9.  | «Revolt»                            | 3:57     |  |
| 10. | «Civil Isolation»                   | 4:22     |  |
| 11. | «In Another Now»                    | 4:35     |  |

| Edición Especial |                                             |          |  |
| N.º              | Título                                      | Duración |  |
| 12.              | «Feel» (alternate live versión)             | 4:30     |  |
| 13.              | «Silence Speaks» (alternative live versión) | 5:51     |  |
| 14.              | «Hurricane» (alternative live versión)      | 5:21     |  |
| 15.              | «Civil Isolation» (demo)                    | 4:26     |  |
| 16.              | «Feel» (demo)                               | 4:53     |  |
| 17.              | «Fear in Change» (instrumental demo)        | 3:14     |  |
| 18.              | «I Am While She Sleeps»                     | 3:28     |  |
| 19.              | «Lost Ideas»                                | 8:12     |  |

## Personal
- Lawrence "Loz" Taylor – Voz gutural
- Sean Long – Guitarra líder y coros
- Mat Welsh – Guitarra rítmica, voz y piano
- Aaran McKenzie – Bajo y coros
- Adam "Sav" Savage – Batería y percusión

## Posicionamiento
El álbum debutó en el UK Albums Chart en el número 8.
| Lista (2017)                            | Posición más alta |
| --------------------------------------- | ----------------- |
| Australia (ARIA)                        | 26                |
| Austria (Ö3 Austria)                    | 16                |
| Suiza (Schweizer Hitparade)             | 31                |
| Reino Unido (UK Albums Chart)           | 8                 |
| Reino Unido (UK Independent Albums)     | 3                 |
| Reino Unido (UK Rock & Metal Albums)    | 1                 |
| Estados Unidos (Top Hard Rock Albums)   | 20                |
| Estados Unidos (Top Heatseekers Albums) | 5                 |